# Hrvatsko katoličko društvo medicinskih sestara i tehničara
Hrvatsko katoličko društvo medicinskih sestara i tehničara (HKDMST) je registrirana udruga u Republici Hrvatskoj. Članica je CICIAMS (en. The International Catholic Committee of Nurses and Medico-Social Assistants, fr. Comité International Catholique des Infirmières et Assistantes Médico-Sociales) i Hrvatskog nacionalnog saveza sestrinstva (HNSS). U radu surađuje s Hrvatskom komorom medicinskih sestara na poslovima od zajedničkog interesa. 

## Aktivnosti
Izdavač je časopisa Samarijanac u kojem se pretežno obrađuju stručne teme i izvješćuje o aktivnostima udruge uz dodatak duhovnih priloga.
Organizator je kongresa "Život u krilu zdrave obitelji: Dostojanstvo žene, medicinske sestre, majke i supruge" u trajanju od 11. do 13. listopada 2012. s tematskim cjelinama:
- Žena u poticanju zdravlja obitelji
- Majčinstvo i dojenje zaštiti zdravlja djece i mladih, te u radu s djecom u potrebi
- Ženske bolesti – žensko zdravlje
- Medicinska sestra kao specifično žensko zanimanje, kroz brigu za zdravlje društva

## Vanjske poveznice
- Web izdanja  Arhivirana inačica izvorne stranice od 21. srpnja 2012. (Wayback Machine) časopisa Samarijanac
- Kongres "Život u krilu zdrave obitelji:  Arhivirana inačica izvorne stranice od 23. prosinca 2013. (Wayback Machine) Dostojanstvo žene, medicinske sestre, majke i supruge" • 11. – 13. 10. 2012.